# Iso-Kontunen
Iso-Kontunen är en sjö i kommunen Jockas i landskapet Södra Savolax i Finland. Sjön ligger 86,3 meter över havet. Arean är 1,86 kvadratkilometer och strandlinjen är 11,41 kilometer lång. Sjön  ingår i Vuoksens huvudavrinningsområde.   Den ligger omkring 47 kilometer nordöst om S:t Michel och omkring 260 kilometer nordöst om Helsingfors. 